# Dan Ťok
Dan Ťok, né le 4 mars 1959 à Uherské Hradiště, est un homme politique tchèque. Il est ministre des Transports du 4 décembre 2014 au 30 avril 2019.

## Biographie

### Engagement politique
Le 13 novembre 2014, Antonín Prachař remet sa démission après avoir essuyé de nombreuses critiques. Le 4 décembre, Dan Ťok est nommé ministre des Transports dans le gouvernement du président du gouvernement social-démocrate Bohuslav Sobotka, sur proposition de l'Action des citoyens mécontents (ANO 2011), dont il n'est pas membre.